# Buenos Aires (banda)
Buenos Aires es una banda argentina del estilo hard rock, oriunda del barrio de Lomas del Mirador, partido de La Matanza, provincia de Buenos Aires. Formada a fines del año 1990.

## Historia

### Comienzos
Luego de la separación de Dama Blanca, Jorge "Nesquik" Brisson decide formar una nueva banda a la que nombra "Buenos Aires". La banda debuta el 19 de diciembre de 1990 junto a LTR y Tronador. Además de Nesquik en guitarra la primera formación la integraban Fabián Cocca en batería, Eduardo "Oso" Concas en bajo y Pablo Rovelli en voz. Durante los siguientes años brindaron varios shows y grabaron 2 demos, con algunos cambios de formación de las que participaron Daniel Medina en voz (posteriormente Jerikó, MAD), Claudio "Caio" González y Leonardo Melis en bajo, Darío "El mudo" en batería.

### Primeros discos
Tras el ingreso de Jorge “Toto “ Bizanelli en batería y Esteban García Robles en voz,  la banda graba su primera producción “Tiempo de revolución” en 1995. Luego de un breve paso de Ariel Martínez, se incorpora Sergio “Globu” Aguirre en bajo. Ya en formato trío con Nesquik a cargo de la voz lanzan "Hombre de Fuerza" en 1997. Disco que presentan en varios conciertos, entre los que se destacan shows en Cemento y el Teatro de Flores, como invitados de Almafuerte, y también en el Showcenter de Haedo junto a El Reloj. También participan invitados por Ricardo Iorio de dos discos homenaje, uno a V8 y otro a Hermética.
En 1999 editan su tercer disco titulado “Otro pecado mortal”, el cual llegan a presentar en el interior en ciudades como San Juan y Rosario del Tala en Entre Ríos.

### Nuevo milenio
Ya en el año 2001, editan su cuarto trabajo llamado “Al infierno vas a ir” con invitados de lujo como Claudio “Tano” Marciello (Almafuerte) y Gustavo “Chizzo” Nápoli (La Renga), material que fue presentado festejando el décimo aniversario de la banda.
En agosto del 2002 tocan en el estadio Obras teloneando a Pappo y Los Violadores. También han tocando varias veces en Hangar teloneando a O’Connor, Horcas y Pappo. El 6 de diciembre de 2003 tocan en el marco del “Heavy Metal Fest” también en Hangar. Entre 2004 y 2006 brindan una gran cantidad de shows en Capital Federal y todo el Gran Buenos Aires.

### Nueva formación
Tras el paso de Adrián Esposito en la batería en 2005 se incorporan Ariel “El mostro” Moreira en bajo y Gabby Alonso en batería. Con esta formación ingresan al estudio en 2006 para grabar “Volumen 5”, editado por el sello “Del Imaginario”.  Con la participación de Ricardo Iorio, Claudio Marciello y Beto Ceriotti de Almafuerte y Walter Meza de Horcas. Este disco contiene diez canciones nuevas de estudio más ocho en vivo grabadas en mayo del 2005. Realizan varias presentaciones en vivo promocionando su nuevo CD junto con los dos primeros videos de la banda de los temas “Sangre” y “Miedo”. También participan en diferentes compilados del fanzine  “Metalica” y “Faktorkomun”.
En marzo de 2007 presentan dos nuevos videos, de los temas “Medio oriente” y “Diez minutos”. Con “Toto” de regreso en la batería,  el 27 de julio del mismo año telonean a Almafuerte en el Teatro de Flores donde graban el video de “Infierno Vive”. En diciembre son tapa de la revista Metalica Fanzine.

### Buenos Aires hoy
Tras una serie de shows con bateristas invitados, ingresa Julio Seco (ex Resiliencia) en batería, y se presentan por primera vez a principios de 2011 en el Cosquín Rock.  A su regreso y con la incorporación de Leonardo Pérez(Ex Sentencia) en bajo la banda festeja sus 20 años de trayectoria con invitados especiales.
En el 2012 realizan una gira patagónica junto a Aonikenk, presentándose en ciudades como Bariloche, San Martín de los Andes y Cutral – Co. Dan varios shows en Buenos Aires junto a Claudio Marciello, Harpoon, El Reloj y La Naranja, ente otros. Y se dan el gusto de participar en una clínica en los estudios Orion junto al prestigioso bajista Rudy Sarzo,  para luego ponerse a trabajar en nuevos temas que quedan plasmados en su siguiente disco: “Espíritu libre”, que cuenta con una canción masterizada en Abbey Road, Londres, Inglaterra. El disco es editado a fines de 2012 por Dejesú Records e incluye una edición especial con un DVD del show del Cosquín rock 2012.
Durante 2013 presentan el disco en diferentes escenarios como Cosquín Rock  (por tercer año consecutivo) , hacen nuevas presentaciones en San Justo y CABA entre muchas otras, extensas notas en revistas como Efecto Metal  y Metalica Fanzine  y en diversas radios. Tocan dos veces en Tecnópolis y cierran el año presentando su nuevo video del tema “Septiembre”.
El 2014 lo arrancan en el Tornquist Rock , junto a Almafuerte, para luego volver a Cosquín Rock . También se presentan en dos oportunidades en Concepción del Uruguay ofreciendo 3 conciertos. Tras varias fechas en Capital y Gran Bs, As. se presentan en el Festival "Metal para Todos"  junto a grandes bandas tal como se puede ver en la grilla Archivado el 23 de diciembre de 2014 en Wayback Machine.. Además editan un DVD "En vivo en Momo" y como broche de oro despiden el año teloneando a Almafuerte en el estadio Malvinas Argentinas
Comienzan el 2015 invitados por La Renga a su show presentación de su último disco, en Villa Rumipal ante 40.000 personas. y al mes siguiente vuelven a presentarse en Cosquín Rock, siendo esta la última presentación de la banda ya que Nesquik, enfermo desde hace un tiempo, fallece el 31 de mayo.

## Discografía
- Tiempo de revolución (1995)
- Hombre de fuerza (1997)
- Otro pecado mortal (1999)
- Al infierno vas a ir (2001)
- Volumen 5 (2006)
- Espíritu libre (2012)

Participaciones especiales
- No Está Muerto Quien Pelea
- Hermética Homenaje
- Faktorkomun Vive y Siente
- Faktorkomun La Fuerza de Persistir
- Hermandad Metálica Volumen 8
- Hermandad Metálica Volumen 9
- DVD Metal Matanza

## Videografía
- DVD Videos
- DVD Cosquín Rock 2012 (2012)
- DVD  “En Vivo en Momo” (2014)